# Euchirella lisettae
Euchirella lisettae är en kräftdjursart som beskrevs av Vaupel Klein 1989. Euchirella lisettae ingår i släktet Euchirella och familjen Aetideidae. Inga underarter finns listade i Catalogue of Life.